# Jan Żuberek
Jan Żuberek (født 13. marts 2004) er en polsk professionel fodboldspiller, der spiller som angriber for Serie A klubben Inter Milan.

## Klubkarriere
Żuberek kom den italienske klub SPALs ungdomsakademi som femtenårig. I august 2022 skiftede han til Inter Primavera. Den 25. januar 2023 fik han en skade i det forreste korsbånd i Supercoppa Primavera finalen 2022 mod Fiorentina.
Den 11. januar 2024 blev Żuberek udlejet til Serie B klubben Ternana.
Den 9. august 2024 blev han udlejet til Serie C klubben Lecco.
Den 3. februar 2025 blev han udlejet til Serie C klubben Avellino indtil slutningen af sæsonen.

## Personligt liv
Żubereks far er den polske fodboldspiller Dzidosław Żuberek.

## Titler
Inter Milan
- Campionato Primavera 1: 1 (2021-22)

Avellino
- Serie C Gruppe C: 1 (2024–25)